# Горнозаводской Урал
Нижнетагильский музей-заповедник «Горнозаводской Урал» — объединение музейных учреждений и культурных объектов города Нижний Тагил, включающих в себя комплекс памятников наследия, истории и культуры. Музей располагается в здании бывшего Горсовета, в Ленинском районе города, на пересечении проспекта Ленина и улицы Островского, в историческом центре города. Комплекс зданий Историко-краеведческого музея, главного здания-управления «Горнозаводского Урала» и исторического архива Нижнего Тагила носит наименование «Тагильский кремль».

## История
Музей-заповедник «Горнозаводской Урал» был основан в 1841 г. П. Н. Демидовым и первоначально назывался «Музеем естественной истории и древностей». Он изначально создавался в качестве кунсткамеры в честь приезда на Тагильские заводы цесаревича Александра. Музей состоял из нескольких подразделений: библиотеки, архива, ряда коллекций (в частности геологической, минералогической и металлургической), предметов из собрания Демидовых.

## Состав музейного объединения
В настоящее время в состав «Горнозаводского Урала» входят следующие музеи:
- Историко-краеведческий музей
- Завод-музей истории горнозаводской техники
- Музей быта и ремёсел горнозаводского населения «Господский дом»
- Музей подносного промысла
- Историко-технический музей «Дом Черепановых»
- Музей-усадьба «Демидовская дача»
- Мемориально-литературный музей Бондина
- Литературно-мемориальный музей Мамина-Сибиряка в п. Висиме
- Музей природы и охраны окружающей среды (Верхний провиантский склад)
- Музей «Фондохранилище» (Нижний провиантский склад)
- Музей «Дом редкой книги» («Краеведческая библиотека»)
- Музей-выставка горнозаводского оборудования (экспозиция под открытым небом)
- Лисья гора (сторожевая башня с небольшой экспозицией внутри)
- Гончарная мастерская[1].

## Культурная деятельность
Музей ведёт активную просветительскую деятельность: организовывает крупные выставочные проекты, такие как «История Уральской горнозаводской железной дороги в XIX в.» (2004 г.), «История подносного промысла в Нижнем Тагиле» (2009 г.), «Животный мир Урала» (2007 г.) и др., выпускает печатные издания, организовывает различные экскурсии и другие культурные мероприятия.